# 13069 Umbertoeco
13069 Umbertoeco eller 1991 RX1 är en asteroid i huvudbältet som upptäcktes den 6 september 1991 av den belgiske astronomen Eric W. Elst vid Haute-Provence-observatoriet. Den är uppkallad efter författaren Umberto Eco.
Asteroiden har en diameter på ungefär 5 kilometer.